# باکلان صخره‌ای
باکلان صخره‌ای (نام علمی: Phalacrocorax magellanicus) نام یک گونه از سرده باکلان‌های سیاه است.